# ريكاردو ألبس
ريكاردو راؤول ألبيسبياسكاويتشا بيتريكا (بالإسبانية: Ricardo Raúl Albisbeascoechea Pertica)‏ (ولد في 18 أغسطس 1960 في ماريه ديل بلاتا، الأرجنتين) المعروف باسم ريكاردو ألبس أو اختصارا ألبس وهو لاعب كرة قدم أرجنتيني سابق ومدرب حالي، لعب كلاعب وسط لعدة أندية منها نادي إنديبندينتي، نادي راسينغ، لوغرونيس وريال بلد الوليد.

## وصلات خارجية
- ريكاردو ألبس على موقع قاعدة بيانات كرة القدم.إي يو (الإنجليزية)